# Lista de filmes com temática LGBT de 2002
Esta é uma lista de filmes que contém personagens e/ou temática lésbica, gay, bissexual, ou transgênera lançados em 2002.
| Título                                                             | Diretor                                   | País                                          | Gênero                           | Elenco | Anotações |
| ------------------------------------------------------------------ | ----------------------------------------- | --------------------------------------------- | -------------------------------- | --- | --- |
| 17 fois Cécile Cassard                                             | Christophe Honoré                         | França                                        | Drama                            | Béatrice Dalle, Romain Duris, Jeanne Balibar, Ange Ruzé, Jérôme Kircher, Johan Oderio-Robles                                | Após a morte de seu marido, uma mulher conheçe um casal gay que lhe oferecem compania |
| 5 Sehat 4 Sempurna                                                 | Richard Buntario                          | Indonésia                                     | Comédia                          | Fathir Muchtar, Rena Tabitha, Indra Bekti, Jae'im, Ivan Gunawan, Eddies Adelia                                              | Um grupo de amigos, 5 homens e 4 mulheres, fazem uma aposta entre os gêneros |
| 8 Mulheres                                                         | François Ozon                             | França                                        | Musical, Comédia, Mistério       | Danielle Darrieux, Isabelle Huppert, Catherine Deneuve, Fanny Ardant, Emmanuelle Béart, Virginie Ledoyen                    | Baseado na peça Huit femmes de Robert Thomas |
| 9 Dead Gay Guys                                                    | Lab Ky Mo                                 | Reino Unido                                   | Comédia, Crime                   | Glen Mulhern, Brendan Mackey, Steven Berkoff, Michael Praed, Vas Blackwood, Fish                                            | Dois irlandeses gays e suas desventuras no mundo gay de Londres |
| À cause d'un garçon                                                | Fabrice Cazeneuve                         | França                                        | Drama                            | Julien Baumgartner, Julia Maraval, Jérémie Elkaïm, François Comar, Patrick Bonnel, Christiane Millet                        | Um adolescente popular com uma namorada tem sua sexualidade exposta para seus pais e a escola |
| AKA                                                                | Duncan Roy                                | Reino Unido                                   | Drama                            | Matthew Leitch, Diana Quick, George Asprey, Lindsey Coulson, Blake Ritson, Peter Youngblood Hills                           | Um jovem assume uma nova identidade para entrar na alta sociedade e chama a atenção de dois homens diferentes                                                                                     |
| Alice                                                              | Sylvie Ballyot                            | França, Reino Unido                           | Drama                            | Anne Bargain, Lei Dinety, Élodie Mennegand                                                                                  | Uma mulher sofre com o casamento iminente de sua irmã, de quem ela é muito próxima |
| Alma Mater                                                         | Hans Canosa                               | EUA                                           | Drama                            | Alexander Chaplin, Cady McClain, Will Lyman, Alvin Epstein, Jane Nichols, James Spruill                                     | Nos anos 60, um professor de Harvard tem um caso com seu assistente |
| Alt om min far                                                     | Even Benestad                             | Noruega                                       | Documentário                     | Esben Benestad, Elsa Almås, Elisabeth Benestad, Liv Even Benestad                                                           | Sobre Esben Benestad, médica respeitada de uma pequena cidade, colunista, ativista, e mulher trans                                                                                                |
| Amarelo Manga                                                      | Cláudio Assis                             | Brasil                                        | Drama                            | Matheus Nachtergaele, Jonas Bloch, Dira Paes, Chico Díaz, Leona Cavalli, Magdale Alves                                      | |
| A mi madre le gustan las mujeres                                   | Daniela Fejerman, Inés París              | Espanha, França                               | Comédia, Drama                   | Leonor Watling, Rosa María Sardá, María Pujalte, Silvia Abascal, Eliska Sirova, Álex Angulo                                 | |
| Apasionados                                                        | Juan José Jusid                           | Argentina                                     | Comédia, Romance                 | Pablo Echarri, Nancy Dupláa, Héctor Alterio, Pablo Rago, Natalia Verbeke, Adrián Yospe                                      | Cansada de esperar pelo homem perfeito, uma mulher pede o namorado de sua amiga emprestado |
| Aprimi il cuore                                                    | Giada Colagrande                          | Itália                                        | Drama                            | Giada Colagrande, Natalie Cristiani, Claudio Botosso, Bice Gasparrini, Filippo Timi                                         | Uma jovem é apaixonada por sua irmã prostituta |
| Ararat                                                             | Atom Egoyan                               | Canadá, França                                | Guerra, Drama                    | Simon Abkarian, Charles Aznavour, Christopher Plummer, Arsinée Khanjian, David Alpay, Marie-Josée Croze                     | As filmagens de um filme sobre o genocídio armênio afetam estranhos distantes |
| L'Auberge espagnole                                                | Cédric Klapisch                           | França, Espanha                               | Comédia, Romance, Drama          | Romain Duris, Barnaby Metschurat, Judith Godrèche, Cécile de France, Kelly Reilly, Audrey Tautou                            | |
| Une autre femme                                                    | Jérôme Foulon                             | França                                        | Drama                            | Nathalie Mann, Micky Sébastian, Antoine Duléry, Lizzie Brocheré, Jerry Lucas, Aladin Reibel                                 | Uma mulher trans assume outra identidade para se aproximar da família que não vê a anos e não sabe de sua transição                                                                               |
| Eine außergewöhnliche Affäre                                       | Maris Pfeiffer                            | Alemanha                                      | Drama, Romance                   | Hans-Werner Meyer, Tatjana Blacher, Matthias Walter, August Schmölzer, Bruno Cathomas                                       | trad. Um Caso de Amor Inesperado Um professor casado e com filhos tem um caso com seu novo colega de trabalho                                                                                     |
| The Badge                                                          | Robby Henson                              | EUA                                           | Mistério, Crime                  | Billy Bob Thornton, Patricia Arquette, William Devane                                                                       | trad. Protegido Pela Lei Um detetive investiga o assassinato de um mulher trans |
| Ben and Arthur                                                     | Sam Mraovich                              | EUA                                           | Drama                            | Sam Mraovich, Jamie Brett Gabel, Michael Haboush, Bill Hindley, Julie M. Zimmerman, Gina Aguilar                            | Um casal gay recém casado é ameaçado pelo irmão religioso fanático de um deles. Conhecido como "o pior filme gay de todos os tempos"                                                              |
| Blind Spot                                                         | Stephan Woloszczuk                        | EUA                                           | Drama, Suspense                  | James Franco, Mark Patrick Gleason, Morgan H. Margolis, Shawn Montgomery, Steve Ferguson, Albert James Harris               | Um adolescente se apaixona por um homem mais velho, e vai procurá-lo no deserto quando este desaparece misteriosamente                                                                            |
| Bloody Mallory                                                     | Julien Magnat                             | França, Espanha                               | Ação, Comédia, Terror            | Olivia Bonamy, Adrià Collado, Jeffrey Ribier, Valentina Vargas, Thylda Barès, Julien Boisselier                             | Uma mulher, uma drag queen, uma criança telepata, e um agente do governo lutam contra forças sobrenaturais                                                                                        |
| Blue (ブルー)                                                      | Hiroshi Ando                              | Japão                                         | Romance, Drama                   | Mikako Ichikawa, Manami Konishi, Asami Imajuku, Jun Murakami                                                                | A amizade entre duas adolescentes aos poucos se torna algo mais profundo |
| Boat Trip                                                          | Mort Nathan                               | EUA, Alemanha                                 | Comédia                          | Cuba Gooding Jr., Horatio Sanz, Roselyn Sánchez, Vivica A. Fox, Maurice Godin, Roger Moore                                  | |
| Bobbie's Girl                                                      | Jeremy Kagan                              | EUA                                           | Drama, Romance                   | Bernadette Peters, Rachel Ward, Jonathan Silverman, Thomas Brodie-Sangster, Alan Smyth, Don Foley                           | Um casal de lésbicas tem suas vidas reviradas quando uma descobre que tem câncer de mama e que tem que cuidar de seu sobrinho órfão                                                               |
| Bobby                                                              | Vivian Naefe                              | Alemanha                                      | Drama, Crime, Comédia            | Bobby Brederlow, Veronica Ferres, Markus Knüfken, Steffen Groth, Hansa Czypionka, Margret Völker                            | Após a morte da mãe, um homem deficiênte precisa encontrar um novo lar |
| Breaking the Cycle                                                 | Dominick Brascia                          | EUA                                           | Romance, Drama                   | Carlos da Silva, Ryan White, Adam Cox, Stephen Halliday, Joseph Valenti, Jeffrey Radford                                    | Dois amigos começam a se falarem online sem saber a verdadeira identidade um do outro |
| Britney, Baby, One More Time                                       | Ludi Boeken                               | EUA                                           | Comédia                          | Angel Benton, Mark Borchardt, Mike Schank, Shannon Walker Williams, Frank Potter, Karl Makinen                              | Um cineasta precisando de dinheiro para seu próximo filme conhece uma drag queen baseada na Britney Spears e finge que as filmagens dela são da cantora                                           |
| The Business of Fancydancing                                       | Sherman Alexie                            | EUA                                           | Drama                            | Evan Adams, Michelle St. John, Gene Tagaban, Swil Kanim, Rebecca Carroll, Cynthia Geary                                     | Um poeta gay da nação ameríndia Spokane retorna à sua cidade natal |
| Cabeza de palo                                                     | Ernesto Baca                              | Argentina                                     | Drama                            | Gustavo Cortajerena, Graciana Urbani, Lucía Toledo                                                                          | [ 25 ] |
| Callas Forever                                                     | Franco Zeffirelli                         | Itália, França, Espanha, Reino Unido, Romênia | Biográfico, Musical, Drama       | Fanny Ardant, Jeremy Irons, Joan Plowright, Jay Rodan, Gabriel Garko, Justino Díaz                                          | Baseado na vida da cantora lírica Maria Callas |
| Camp: The Movie                                                    | Brigner                                   | EUA                                           | Comédia                          | Mickey Arduini, Joe Byrum, David Groves, Patrick Hawker, Randy Light                                                        | Acampamentos de drag queens rivais tem que unir forças contra o prefeito |
| Cavalcades                                                         | Noah Nuer                                 | França                                        | Drama                            | Maxime Desmons, Agnès Roland, Josy Bernard                                                                                  | Um homem e uma mulher fazem amizade nas ruas de Paris e saem em uma série de aventuras |
| Chance                                                             | Amber Benson                              | EUA                                           | Comédia, Drama                   | Amber Benson, James Marsters, Christine Estabrook, Andy Hallett, David Fury                                                 | [ 28 ] |
| La chatte à deux têtes                                             | Jacques Nolot                             | França                                        | Drama                            | Vittoria Scognamiglio, Jacques Nolot, Sébastien Viala                                                                       | Em um cinema pornô, uma atendente observa o relacionamento entre um homem de 50 anos e um jovem projecionista                                                                                     |
| Les chemins de l'oued                                              | Gaël Morel                                | Argélia, França                               | Drama                            | Nicolas Cazalé, Amira Casar, Mohamed Majd                                                                                   | Depois de acidentalmente matar um policial, um jovem foge da França e vai morar com seu avô na Argélia                                                                                            |
| Cheoleobtneun anaewa paramanjanhan nampyeon geurigo taekwon sonyeo | Lee Moo-young                             | Coreia do Sul                                 | Comédia                          | Gong Hyo-jin, Jo Eun-ji, Jang Seong-won, Kim Seung-hyun                                                                     | Uma mulher extravagante é amada tanto por seu marido quanto por sua amiga de infância |
| Choses secrètes                                                    | Jean-Claude Brisseau                      | França                                        | Suspense, Erótico                | Coralie Revel, Sabrina Seyvecou, Roger Miremont, Fabrice Deville, Blandine Bury, Olivier Soler                              | trad. Coisas Secretas Uma garçonete e sua colega stripper descobrem que o sexo pode ser usado subir na hierarquia social                                                                          |
| Chou jue deng chang (丑角登场)                                     | Zi’en Cui                                 | China                                         | Drama                            | Chen Bing, Narenqimuge, Yu Bo, Yu Xiaoyu, Ge Jia, Zi'en Cui                                                                 | Um jovem vive em um mundo onde as linhas separando os homens das mulheres são constantemente dissolvidas                                                                                          |
| Le Collectionneur                                                  | Jean Beaudin                              | Canadá                                        | Suspense                         | Luc Picard, Maude Guérin, Lawrence Arcouette, Charles-André Bourassa, Yves Jacques, Yvan Ponton                             | trad. O Colecionador Uma detetive caça um assassino em série enquanto tenta proteger um prostituto adolescente e um garoto fugitivo                                                               |
| The Cockettes                                                      | Bill Weber, David Weissman                | EUA                                           | Documentário                     | Sylvia Miles, John Waters, Dusty Dawn, Larry Brinkin, John Flowers, Goldie Glitters                                         | Sobre uma trupe de teatro avant-garde psicodélica queer que foi popular nos anos 70 |
| Crazy Richard                                                      | Dean Francis, Katrina Mathers             | Austrália                                     | Comédia                          | Dylan Ettridge, Nick Farnell, Dean Francis, Lankesh Aponso, Allison Byrne                                                   | Mocumentário sobre um ex-ator-mirim tentando voltar ao estrelato no papel de um adolescente gay                                                                                                   |
| Daddy and Papa                                                     | Johnny Symons                             | EUA                                           | Documentário                     | Johnny Symons | Sobre casais gays e a paternidade |
| Dahmer                                                             | David Jacobson                            | EUA                                           | Crime, Drama                     | Jeremy Renner, Bruce Davison, Artel Kayàru, Matt Newton, Dion Basco, Kate Williamson                                        | Conta a história do serial killer canibal Jeffrey Dahmer |
| Death to Smoochy                                                   | Danny DeVito                              | Reino Unido, EUA, Alemanha                    | Comédia                          | Robin Williams, Catherine Keener, Edward Norton, Danny DeVito, Jon Stewart, Pam Ferris                                      | |
| Défense d'aimer                                                    | Rodolphe Marconi                          | França                                        | Drama                            | Rodolphe Marconi, Andrea Necci, Echo Danon, Orietta Gianjorio, Herve Brunon, Maria Teresa De Belis                          | Um jovem consegue uma bolsa de estudos em Roma e se apaixona por um local, mas este também se interessa por uma aluna americana                                                                   |
| Dekapentavgoustos (Δεκαπενταύγουστος)                              | Constantine Giannaris                     | Grécia                                        | Drama                            | Akilas Karazisis, Aimilios Heilakis, Theodora Tzimou, Amalia Moutoussi, Michalis Iatropoulos, Eleni Kastani                 | Três casais deixam Atenas para as férias de verão, o que mudará suas vidas para sempre |
| Des hommes et des dieux                                            | Anne Lescot, Laurence Magloire            | Haiti                                         | Documentário                     | | Narra a jornada de homossexuais e travestis dentro do vodu |
| The Devil in the Holy Water                                        | Joe Balass                                | Canadá                                        | Documentário                     | Andrea Berardicurti | Em 2002, as celebrações do jubileu coincidiram com as celebrações do Orgulho Mundial em Roma |
| Días de voda                                                       | Juan Pinzás                               | Espanha                                       | Comédia, Drama                   | Monti Castiñeiras, Comba Campoy, Ernesto Chao, Belén Constenla, Rosa Álvare, Asunción Balaguer                              | |
| Un difetto di famiglia                                             | Alberto Simone                            | Itália                                        | Comédia                          | Nino Manfredi, Lino Banfi, Carlo Cascone, Simone Corrente, Jayne Ashbourne, Eleonora D'Urso                                 | Um caixão perdido, um casamento conservador, um velho excêntrico, duas travestis, a polícia, e um filhotinho colidem em uma história inesperada                                                   |
| Dildo Diaries                                                      | Laura Barton, Judy Wilder                 | EUA                                           | Documentário                     | Molly Ivins, Annie Sprinkle, Carol Queen, Lynn Raridon, Scott Tucker, Anton Michael                                         | Sobre a criação e as presentes proibições do vibrador |
| Do I Love You?                                                     | Lisa Gornick                              | Reino Unido                                   | Comédia, Romance, Drama          | Birgitta Bernhard, Raquel Cassidy, Darren Black, Carmine Canuso, Lisa Gornick, Brendan Gregory                              | [ 44 ] |
| Don’t Ask Don’t Tell                                               | Doug Miles                                | EUA                                           | Ficção Científica, Comédia       | Lloyd Floyd, Erik Frandsen                                                                                                  | Uma paródia de filmes de ficção científica antigos, onde alienígenas transformam os militares em gays com seus lasers                                                                             |
| Embrassez qui vous voudrez                                         | Michel Blanc                              | França, Itália, Reino Unido                   | Comédia, Romance, Drama          | Charlotte Rampling, Jacques Dutronc, Lou Doillon, Sami Bouajila, Karin Viard, Vincent Elbaz                                 | trad. Beije Quem Você Quiser Dois casais, um muito rico e outro muito pobre, decidem sair de férias                                                                                               |
| En la ciudad sin límites                                           | Antonio Hernández                         | Espanha, Argentina                            | Drama                            | Leonardo Sbaraglia, Fernando Fernán Gómez, Geraldine Chaplin, Ana Fernández, Adriana Ozores, Leticia Brédice                | trad. Cidade Sem Limites Um homem vai à a Paris para ver ver o pai doente, que revela um segredo sobre si mesmo                                                                                   |
| An Erotic Vampire in Paris                                         | Donald Farmer                             | EUA                                           | Terror, Erótico                  | Erin Brown, Tina Krause, William Hellfire, Christophe Bier, Fanny Terjeki                                                   | Em Paris, uma viajante americana é salva de um assalto por uma bela vampira |
| eXXXorcismos                                                       | Jaime Humberto Hermosillo                 | México                                        | Mistério, Drama, Erótico         | Alberto Estrella, José Juan Meraz, Patricia Reyes Spíndola                                                                  | Um homem gay entra em contato com um falecido namorado de sua juventude |
| Family Fundamentals                                                | Arthur Dong                               | EUA                                           | Documentário                     | Heather Beberay, Chaz Bono, Sonny Bono, Kathleen Bremner, Paul Bremner, Pat Buchanan                                        | Mostra o relacionamento entre pais conservadores e seus filhos gays |
| Fasuna to Chibusa                                                  | Koji Shirakawa                            | Japão                                         | Drama                            | Kentaro Takayama, Sachiko Ejiri, Manami Ogawa, Yoshifumi Tsubota                                                            | Dividido em duas partes, conta a história de dois indivíduos com vidas sexuais incomuns em Tóquio                                                                                                 |
| Femme Fatale                                                       | Brian De Palma                            | EUA, Alemanha, França                         | Suspense, Erótico                | Rebecca Romijn, Antonio Banderas, Peter Coyote, Rie Rasmussen, Gregg Henry, Ériq Ebouaney                                   | |
| O Filho                                                            | Jean-Pierre Dardenne, Luc Dardenne        | Bélgica, França                               | Drama                            | Olivier Gourmet, Morgan Marinne, Isabella Soupart, Nassim Hassaïni                                                          | |
| Fine mrtve djevojke                                                | Dalibor Matanić                           | Croácia                                       | Drama, Suspense                  | Olga Pakalović, Nina Violić, Krešimir Mikić, Inge Appelt, Ivica Vidović, Milan Štrljić                                      | Um casal de lésbicas alugam um apartamento, e a relação delas com os outros moradores do prédio se torna cada vez mais agressiva                                                                  |
| The Fire Within                                                    | Leanne Whitney                            | EUA                                           | Documentário                     | Bisher Akil, Bob Bowers, Shawn Bowers                                                                                       | Um ano na vida de um sobrevivente da AIDS |
| Fixing Frank                                                       | Michael Selditch                          | EUA                                           | Drama                            | Dan Butler, Andrew Elvis Miller, Paul Provenza, Shannon Carson, Laundry Room, Andrew Gitzy, Ken Hanes                       | Um jornalista gay se disfarça para escrever uma matéria expondo um terapeuta que anuncia converter gays em héteros                                                                                |
| Flyfishing                                                         | David L. Williams                         | Reino Unido                                   | Comédia                          | Kate Ashfield, Adam Croasdell, Ben Price, Frances Barber, Richard Clifford, Paul Aves                                       | Um gigolô se apaixona por seu colega que se apaixona por uma cliente |
| Food of Love                                                       | Ventura Pons                              | Espanha, Alemanha                             | Drama                            | Kevin Bishop, Paul Rhys, Juliet Stevenson, Allan Corduner, Craig Hill, Leslie Charles                                       | trad. Majar de Amor Um jovem talentoso é encarregado de virar as páginas das partituras de um famoso pianista                                                                                     |
| The Fraternity                                                     | Sidney J. Furie                           | Canadá                                        | Suspense                         | Treat Williams, Robin Dunne, Malin Åkerman, Dylan Trowbridge, Gianpaolo Venuta, Daniel Enright                              | trad. Círculo da Morte Também conhecido como The Circle Cinco amigos se unem em um círculo de trapaceiros em uma escola privada                                                                   |
| Frida                                                              | Julie Taymor                              | EUA, México, Canadá                           | Biográfico, Drama                | Salma Hayek, Alfred Molina, Mía Maestro, Patricia Reyes Spíndola, Diego Luna, Roger Rees                                    | Sobre a vida da pintora mexicana Frida Kahlo |
| Froid comme l'été                                                  | Jacques Maillot                           | França                                        | Drama                            | Sarah Grappin, Nathalie Richard, Mika Tard, Eric Bonicatto, Joseph Malerba, Valérie Mairesse                                | Uma detetive investiga o caso de uma mãe que abandonou sua filha pequena |
| Fuego en el Alma                                                   | Abdiel Colberg                            | Porto Rico, EUA                               | Drama, Romance                   | Braulio Castillo hijo, Braulio Castillo, Luisa de los Rios, Daniela Droz, Raúl Dávila, Julián Gil                           | As histórias de três casais em San Juan cujas vidas são influenciadas pelos ataques de 11 de Setembro                                                                                             |
| Ghettokids – Brüder ohne Heimat                                    | Christian Wagner                          | Alemanha                                      | Drama                            | Ioannis Tsialas, Toni Osmani, Barbara Rudnik, Günther Maria Halmer, Renate Becker, Julia Dietze                             | Dois irmão encrenqueiros vivem em na área pobre de Munique |
| The Ghost of Roger Casement                                        | Alan Gilsenan                             | Irlanda                                       | Documentário, Biográfico         | Alan Gilsenan | Sobre a vida do poeta, revolucionário e nacionalista homossexual irlandês Roger Casement |
| Girl King                                                          | Ileana Pietrobruno                        | Canadá                                        | Aventura, Drama, Comédia         | Chrystal Donbrath-Zinga, Michael-Ann Connor, Raven Courtney, Victoria Deschanel, Joyce Pate, Jonathan Sutton                | Piratas drag kings buscam um tesouro perdido |
| Gods of Olympia                                                    | Gael Richards                             | EUA                                           | Erótico, Drama                   | Stephen Lacoste, Matthew Dunn, Ivan Dinh, Nicholas Vincent Castillo, Michael Haboush, Jonathan Dorsey                       | Vários homens gays de vidas muito diferentes frequentam um café em Olympia |
| Group                                                              | Anne de Marcken, Marilyn Freeman          | EUA                                           | Comédia, Drama                   | Carrie Brownstein, Kari Fillipi, Vicki Holllenberg, Nomy Lamm, Lola Rock'N'Rolla                                            | 21 mulheres se encontram uma vez por semana para uma terapia em grupo |
| Gun Crazy: Episode 1: A Woman from Nowhere                         | Atsushi Muroga                            | Japão                                         | Ação, Crime, Drama               | Ryoko Yonekura, Shingo Tsurumi, Takeshi Yamato, Shun Sugata, Takashi Ukaji, Kenny Scott                                     | [ 66 ] |
| Hand on the Pulse                                                  | Joyce Warshow                             | EUA                                           | Documentário                     | Joan Nestle | Sobre Joan Nestle, ativista co-fundadora do Lesbian Herstory Archives |
| Happy Birthday                                                     | Yen Tan                                   | EUA                                           | Drama                            | Benjamin Patrick, Michelle E. Michael, John Frazier, Devashish Saxena, Ethel Lung, Denton Blane Everett                     | Cinco histórias diferentes, cinco estranhos que dividem um aniversário, todos parte da comunidade LGBT                                                                                            |
| Le Hasard Fait Bien Les Choses                                     | Lorenzo Gabriele                          | Suíça, França                                 | Comédia, Romance, Drama          | Jean-Claude Brialy, Sabine Haudepin, Julien Bravo, Antonio Interlandi, Elena Noverraz, Lorriane Cherpillod                  | trad. A Sorte é Nossa Um professor de literatura vira o guardião de um adolescente órfão |
| Histoire de Pen                                                    | Michel Jetté                              | Canadá                                        | Drama                            | Emmanuel Auger, Karyne Lemieux, David Boutin                                                                                | Sobre um jovem que acaba de ser preso Baseado na coleção de contos Contes en coup de poing de Léo Lévesque                                                                                        |
| Hope Along the Wind: The Story of Harry Hay                        | Eric Slade                                | EUA                                           | Documentário                     | John Burnside, Harry Hay, Taylor Mali (narrador), Urvashi Vaid                                                              | Sobre Harry Hay, ativista político e fundador de uma das primeiras organizações de direitos gays nos EUA, a Sociedade Mattachine                                                                  |
| As Horas                                                           | Stephen Daldry                            | EUA, Reino Unido                              | Drama                            | Nicole Kidman, Stephen Dillane, Miranda Richardson, Lyndsey Marshal, Linda Bassett, Julianne Moore                          | Baseado no romance homônimo de Michael Cunningham |
| Ho Yuk (好郁)                                                      | Yau Ching                                 | Hong Kong                                     | Comédia                          | Wong Chung Ching, Erica Lam, Colette Koo                                                                                    | Quatro mulheres se perseguem, seduzem, resistem, e tem fantasias na Hong Kong pós-colonial |
| Hughes' Dream Harlem                                               | Jamal Joseph                              | EUA                                           | Documentário                     | Amiri Baraka, Ossie Davis, Ruby Dee, Jad Joseph, Jamal Joseph, Jamal Joseph Jr.                                             | A vida e os sonhos do lendário músico Langston Hughes |
| L'imbalsamatore                                                    | Matteo Garrone                            | Itália                                        | Drama                            | Ernesto Mahieux, Valerio Foglia Manzillo, Elisabetta Rocchetti, Lina Bernardi, Pietro Biondi, Marcella Granito              | Um taxidermista fica obcecado com um jovem fascinado com o seu trabalho |
| In Passing                                                         | Kate Fitzgerald                           | EUA                                           | Drama                            | Veronica Mittenzwei, Lisa Rothe, Kate Clinton                                                                               | Duas mulheres solitárias se conectam em Nova Iorque |
| Irreversível                                                       | Gaspar Noé                                | França                                        | Drama                            | Monica Bellucci, Vincent Cassel, Albert Dupontel, Jo Prestia, Philippe Nahon, Stéphane Drouot                               | |
| Issues 101                                                         | John Lincoln                              | EUA                                           | Romance, Drama                   | Michael Rozman, Dennis W. Rittenhouse Jr., Jeff Sublett, Jason Boegh, Yolanda Johnston, Kelly Clarkson                      | Um universitário gay entra para uma fraternidade de héteros |
| Juchitán de las locas                                              | Patricio Henríquez                        | Chile, Canadá                                 | Documentário                     | | Uma cidade no México tem atitudes diferentes em relação à homossexualidade comparado à suas vizinhas                                                                                              |
| Kali's Vibe                                                        | Shari L. Carpenter                        | EUA                                           | Comédia                          | Lizzy Davis, Phalana Tiller, Cherokee, Monet Dunham, Pamela Monroe, Jamila Nyamekye                                         | Uma assistente social termina com sua namorada e é cortejada por seu colega de trabalho |
| Kasei no kanon                                                     | Shiori Kazama                             | Japão                                         | Romance                          | Makiko Kuno, Mami Nakamura, Fumiyo Kohinata, Kiyohiko Shibukawa, Eri Hayasaka, Haruku Shinozak                              | [ 78 ] |
| Kassablanka                                                        | Guy Lee Thys, Ivan Boeckmans              | Bélgica                                       | Comédia, Drama                   | Roy Aernouts, Mo Barich, Mostafa Benkerroum, Amid Chakir                                                                    | O filho de um flamengo de direita e a filha de um imigrante marroquino conservador se apaixonam                                                                                                   |
| Kiss The Bride                                                     | Vanessa Parise                            | EUA                                           | Comédia, Drama                   | Amanda Detmer, Brooke Langton, Monet Mazur, Vanessa Parise, Sean Patrick Flanery                                            | |
| Klassfesten                                                        | Måns Herngren, Hannes Holm                | Suécia                                        | Comédia, Drama                   | Björn Kjellman, Inday Ba, Cecilia Frode, Jimmy Lindström, Ulf Friberg, Oscar Taxén                                          | trad. O Reencontro Um homem vai à um encontro de ex-alunos na esperança de reencontrar uma antiga namorada                                                                                        |
| Lan se da men (藍色大門)                                           | Yee Chin-yen                              | Taiwan, França                                | Romance, Drama                   | Chen Bolin, Gwei Lun-mei, Liang You Lin, Jay Shih                                                                           | Sobre uma adolescente dividida entre o garoto que ela gosta e a garota que ela ama |
| The Laramie Project                                                | Moisés Kaufman                            | EUA                                           | Drama                            | Kathleen Chalfant, Laura Linney, Peter Fonda, Jeremy Davies, Nestor Carbonell, Camryn Manheim                               | trad. O Projeto Laramie Adaptação da peça homônima do diretor, onde um grupo de teatro viaja até Laramie, cidade onde ocorreu o assassinato de Matthew Shepard                                    |
| The Last Year                                                      | Jeff London                               | EUA                                           | Drama, Romance                   | Ron Petronicolos, Jason Sumabat, Patrick Orion Hoesterey, Seth Adams, Jason Freeman, Dale Ferranti                          | Um estudante de teologia tem que enfrentar seus colegas de turma quando sua homossexualidade é revelada                                                                                           |
| Laurel Canyon                                                      | Lisa Cholodenko                           | EUA                                           | Drama, Romance                   | Frances McDormand, Christian Bale, Kate Beckinsale, Natascha McElhone, Alessandro Nivola, Lou Barlow                        | |
| Leaving Metropolis                                                 | Brad Fraser                               | Canadá                                        | Drama                            | Troy Ruptash, Vince Corazza, Lynda Boyd, Cherilee Taylor, Thom Allison, Arne MacPherson                                     | Um jovem artista trabalha como garçom e se aproxima de seu chefe casado |
| Ein Leben lang kurze Hosen tragen                                  | Kai S. Pieck                              | Alemanha                                      | Biográfico, Crime                | Tobias Schenke, Ulrike Bliefert, Walter Gontermann, Jürgen Christoph Kamcke, Sebastian Rüger, Stephan Szasz                 | Sobre Juergen Bartsch, o assassino em série mais jovem da história |
| The Legend of Leigh Bowery                                         | Charles Atlas                             | Reino Unido, EUA, Dinamarca, França           | Documentário                     | Leigh Bowery, Boy George | Explora a vida de Leigh Bowery, figura chave da vida noturna de Londres nos anos 80 |
| Lisístrata                                                         | Francesc Bellmunt                         | Espanha                                       | Comédia                          | Maribel Verdú, Juan Luis Galiardo, Javier Gurruchaga, Jesús Bonilla, Teté Delgado, Aitor Mazo                               | Baseado no quadrinho alemão de Ralf König, que por sua vez é baseado na peça Lisístrata de Aristófanes                                                                                            |
| Little Sister’s vs. Big Brother                                    | Aerlyn Weissman                           | Canadá                                        | Documentário                     | Jim Deva, Bruce Smythe, Knowlton Nash, Nino Ricci, Mark Macdonald, John Dixon                                               | Uma livraria no coração da comunidade LGBT de Vancouver luta contra a censura |
| Longe do Paraíso                                                   | Todd Haynes                               | EUA                                           | Drama                            | Julianne Moore, Dennis Quaid, Dennis Haysbert, Patricia Clarkson, Viola Davis, James Rebhorn                                | |
| Love in the Time of Money                                          | Peter Mattei                              | EUA                                           | Comédia, Romance, Drama          | Vera Farmiga, Domenick Lombardozzi, Jill Hennessy, Malcolm Gets, Steve Buscemi, Rosario Dawson                              | |
| Love Life                                                          | Ray Brady                                 | Reino Unido                                   | Comédia, Romance                 | Des Brady, Galit Hershkovitz, Luke Goss, Aiden Shaw, Joe Rye, Surinder Duhra                                                | Depois de um caso de uma noite, um homem descobre que vai ser pai |
| Lulu                                                               | Jean-Henri Roger                          | França                                        | Drama                            | Elli Medeiros, Jean-Pierre Kalfon, Bruno Putzulu, Gérard Meylan, Tony Gatlif                                                | Na época das touradas em sua cidade, uma mulher trans relembra sua adolescência |
| Luster                                                             | Everett Lewis                             | EUA                                           | Comédia, Drama                   | Justin Herwick, Shane Powers, B. Wyatt, Pamela Gidley, Susannah Melvoin, Willie Garson                                      | Segue um fim de semana na vida de um grupo de amigos queer punks |
| Madame Satã                                                        | Karim Aïnouz                              | Brasil, França                                | Drama                            | Lázaro Ramos, Marcélia Cartaxo, Flavio Bauraqui, Renata Sorrah, Emiliano Queiroz, Ricardo Blat                              | Sobre a vida do transformista conhecido como Madame Satã |
| Maggie and Annie                                                   | Kimberly K. Wilson                        | EUA                                           | Drama, Romance                   | Amy Thiel, Joy Yandell, Adam Knox, Jennifer Steele, Lizzie Peet, Shannon Rossiter                                           | Uma mulher casada com filhos se apaixona por uma jogadora de softbol abertamente lésbica |
| Make a Wish                                                        | Sharon Ferranti                           | EUA                                           | Terror                           | Moynan King, Hollace Starr, Virginia Baeta, Melenie Freedom Flynn, Amanda Spain, Lava Alapai                                | Também conhecido como Lesbian Psycho |
| Malefique                                                          | Eric Valette                              | França                                        | Terror                           | Gérald Laroche, Philippe Laudenbach, Clovis Cornillac, Dimitri Rataud, Didier Bénureau, Félicia Massoni                     | trad. Sinais do Mal |
| Mango Souffle                                                      | Mahesh Dattani                            | Índia                                         | Comédia, Drama                   | Rinke Khanna, Darius Taraporewal, Veena Sajnani, Ankur Vikal, Atul Kulkarni, Mahmood Farooqui, Pooja                        | Acompaha um grupo de homens gays indianos. Baseado na peça On a Muggy Night in Mumbai do diretor                                                                                                  |
| The Matthew Shepard Story                                          | Roger Spottiswoode                        | EUA                                           | Drama, Crime                     | Shane Meier, Stockard Channing, Sam Waterston                                                                               | trad. A História de Matthew Shepard Sobre o assassinato de Matthew Shepard em 1998 |
| Ma vraie vie à Rouen                                               | Olivier Ducastel, Jacques Martineau       | França                                        | Comédia                          | Jimmy Tavares, Ariane Ascaride, Jonathan Zaccaï, Hélène Surgère, Lucas Bonnifait, Hanako Bron                               | trad. Minha Vida no Gelo Mostra um ano na vida de um patinador artístico adolescente descobrindo sua homossexualidade                                                                             |
| May                                                                | Lucky McKee                               | EUA                                           | Suspense, Terror, Drama          | Angela Bettis, Jeremy Sisto, Anna Faris, James Duval, Nichole Hiltz, Kevin Gage                                             | |
| Merci Docteur Rey                                                  | Andrew Litvack                            | França, EUA                                   | Comédia                          | Dianne Wiest, Jane Birkin, Stanislas Merhar, Bulle Ogier, Karim Saleh, Roschdy Zem                                          | trad. Obrigada, Dra. Rey |
| A Midsummer Night’s Rave                                           | Gil Cates Jr.                             | EUA                                           | Drama                            | Andrew Keegan, Lauren German, Corey Pearson, Sunny Mabrey, Matt Czuchry, Nichole Hiltz                                      | Reimaginação de Sonho de uma Noite de Verão ambientada em uma rave |
| Miss 501: A Portrait of Luck                                       | Clint Morril (como Jules Karatechamp)     | Canadá                                        | Documentário                     | Burger | Sobre uma drag queen que sai da aposentadoria para competir em um concurso |
| Un Mondo d'Amore                                                   | Aurelio Grimaldi                          | Itália                                        | Biográfico                       | Arturo Paglia, Gaetano Amato, Loredana Cannata, Sandra De Falco, Mariolina De Fano, Emilio De Marchi                        | Em 1949, o jovem professor de literatura Pier Paolo Pasolini abandona o vilarejo com a mãe após ter se relacionado com um dos alunos                                                              |
| M.O. of M.I.                                                       | Susan Turley                              | EUA                                           | Suspense, Drama                  | David Stokey, David Christopher, Cory Schneider, Titos Menchaca, Luis Olmeda, Lane West                                     | Um artista de performance/prostituto se insere na vida de um casal gay |
| Mr. Smith Gets a Hustler                                           | Ian McCrudden                             | EUA                                           | Drama                            | Larry Pine, Alex Feldman, J.D. Williams, Benjamin Hendrickson, Thomas Hildreth, Anna Thomson                                | Um prostituto se envolve com um banqueiro casado com intenções misteriosas |
| Mucha Sangre                                                       | Pepe de las Heras                         | Espanha                                       | Comédia, Ficção Científica, Ação | Paul Naschy, Rodolfo Sancho, Txema Sandoval, Isabel del Toro, Julio Campos, Xoan Pérez                                      | Dois fugitivos tentam parar uma invasão de alienígenas que se reproduzem ao sodomizar homens |
| Murder by Numbers                                                  | Barbet Schroeder                          | EUA                                           | Suspense                         | Sandra Bullock, Ben Chaplin, Ryan Gosling, Michael Pitt, Agnes Bruckner, Chris Penn                                         | |
| Murder in Portland                                                 | Gael Richards                             | EUA                                           | Crime, Erótico                   | Clint Ashley, John Baumgartner, Cory Kaster, Vicky Kors, Michael Lyon, Maurice Maxwell                                      | Um jovem mudo é expulso de casa e encontra refúgio com o dono de um antiquário |
| My Vampire Lover                                                   | George Freeway                            | EUA                                           | Terror, Comédia, Erótico         | Paige Richards, Syn DeVil, Katie Jordan, Brock Chopoli                                                                      | Também conhecido como K-Sex: Lesbians from a Different Planet Uma vampira lésbica começa a seduzir todas as moças da vizinhança                                                                   |
| The Nature of Nicholas                                             | Jeff Erbach                               | Canadá                                        | Drama                            | Jeff Sutton, David Turnbull, Ardith Boxall, Tom McCamus, Robert Huculak, Katherine Lee Raymond                              | Um garoto de 12 anos não sabe o que fazer quando começa a se sentir atraído por seu melhor amigo                                                                                                  |
| Naughty Boys                                                       | Kôichi Imaizumi                           | Japão                                         | Comédia                          | Yuji Kuwa, Akio Yoshioka, Kôichi Imaizumi, Kazuhisa Iriuchijima                                                             | Um homem vai procurar o namorado que está o traíndo na noite do aniversário deste |
| New Best Friend                                                    | Zoe Clarke-Williams                       | EUA                                           | Suspense                         | Mia Kirshner, Meredith Monroe, Dominique Swain, Scott Bairstow, Rachel True, Taye Diggs                                     | trad. Perversas Intenções |
| No Night Is Too Long                                               | Tom Shankland                             | Reino Unido                                   | Crime                            | Lee Williams, Marc Warren, Mikela J. Mikael, Beverley Breuer, Emily Holmes, Rob Bruner                                      | Um universitário começa um relacionamento com seu professor que leva a consequências inesperadas                                                                                                  |
| Nobody’s Perfect                                                   | Robert Tutak                              | EUA                                           | Comédia                          | Michael Jacoby, Leonardo Nam, Jay Christianson, Michelle Damato, David Lavine, Kareem Ferguson                              | Cinco homens gays e uma mulher hétero procuram a pessoa certa em lugares errados |
| Okay                                                               | Jesper W. Nielsen                         | Dinamarca                                     | Drama, Comédia                   | Paprika Steen, Ole Ernst, Molly Blixt Egelind, Trine Dyrholm, Lotte Andersen, Jesper Christensen                            | [ 111 ] |
| On_Line                                                            | Jed Weintrob                              | EUA                                           | Drama                            | Josh Hamilton, Harold Perrineau, Isabel Gillies, John Fleck, Vanessa Ferlito, Eric Millegan                                 | Um gênio da informática cria um site pornográfico com seu colega de quarto |
| Orange County                                                      | Jake Kasdan                               | EUA                                           | Comédia, Drama                   | Colin Hanks, Jack Black, Catherine O'Hara, Schuyler Fisk, John Lithgow, Lily Tomlin                                         | |
| Ottavio Mario Mai                                                  | Alessandro Golinelli, Giovanni Minerba    | Itália                                        | Documentário                     | Ottavio Mai, Damiano Andresano, Alberto Barbera, Mirco Biscaro, Fabio Bo, Salvatore Botrugno                                | Sobre a vida e a obra do cineasta gay italiano Ottavio Mai |
| Perfect Blue: Yume Nara Samete (PERFECT BLUE 夢なら醒めて……)       | Toshiki Sato                              | Japão                                         | Fantasia, Suspense               | Ayaka Maeda, Nao Ohmori, Masahiro Toda, Makiko Watanabe, Yumi Shimizu                                                       | Baseado no romance Perfect Blue: Kanzen Hentai de Yoshikazu Takeuchi, que também foi base para a animação Perfect Blue de 1997                                                                    |
| Petit homme                                                        | Laurent Jaoui                             | França                                        | Drama                            | Alexandre Hamidi, Anne Coesens, Karim Belkhadra, Teddy Beaudoin, Cécile Vernant                                             | Um adolescente sua mãe solteira são forçados a encarar suas verdadeiras identidades |
| Pfui, Rosa!                                                        | Rosa von Praunheim                        | Alemanha                                      | Documentário, Biográfico         | Rosa von Praunheim, Ichgola Androgyn, Anita Bryant, Carla Egerer, Jurgen Fliege, Peter Hartwell, Jan Hofer                  | O diretor celebra seus 60 anos e sua prolífica carreira como o cineasta mais controverso da Alemanha                                                                                              |
| Piedras                                                            | Ramón Salazar                             | Espanha                                       | Drama                            | Najwa Nimri, Antonia San Juan, Mónica Cervera, Vicky Peña, Ángela Molina, Lola Dueñas                                       | Cinco mulheres; uma gerencia um bordel e criar a filha deficiente; uma obcecada com uma vidente; uma cria os filhos do falecido marido; uma não tem inspiração                                    |
| Pier Paolo Pasolini e la Ragione di un Sogno                       | Laura Betti, Paolo Costella               | Itália                                        | Documentário                     | Pier Paolo Pasolini, Francesca Archibugi, Bernardo Bertolucci, Mimmo Calopresti, Mario Cipriani, Franco Citti               | Sobre o cineasta italiano Pier Paolo Pasolini |
| Il Più bel giorno della mia vita                                   | Cristina Comencini                        | Itália, Reino Unido                           | Drama                            | Virna Lisi, Margherita Buy, Sandra Ceccarelli, Luigi Lo Cascio, Marco Baliani, Jean-Hugues Anglade                          | trad. O Mais Belo Dia de Nossas Vida Os conflitos de uma família moderna pelos olhos de uma garota prestes a passar por sua primeira comunhão                                                     |
| Polissons et Galipettes                                            | Michel Reilhac, Cécile Babiole            | França                                        | Documentário, Erótico            | | Um compilado de filmes eróticos do começo do século XX, os primeiro de seu gênero |
| The Politics of Fur                                                | Laura Nix                                 | EUA                                           | Drama                            | Katy Selverstone, Brynn Horrocks, T. Jerram Young, Carolyn Mignini, Craig Villarubia, Jonathan Bierner                      | Uma produtora musical vivendo com seu tigre de estimação e assistente gay tenta seduzir uma artista independente                                                                                  |
| Possessão                                                          | Neil LaBute                               | EUA                                           | Drama                            | Aaron Eckhart, Gwyneth Paltrow, Jeremy Northam, Jennifer Ehle, Lena Headey                                                  | |
| Prom Fight: The Marc Hall Story                                    | Larry Peloso                              | Canadá                                        | Documentário                     | Marc Hall, Cassandra Hood, Lance Ryan                                                                                       | Um adolescente luta para poder levar seu namorado para o baile de sua escola |
| P.S. Your Cat Is Dead!                                             | Steve Guttenberg                          | EUA                                           | Comédia                          | Lombardo Boyar, Steve Guttenberg, Cynthia Watros, A. J. Benza, Tom Wright, Shirley Knight                                   | Um homem abandonado por sua namorada e cujo gato acaba de morrer se depara com um ladrão gay que invade seu apartamento                                                                           |
| Punch                                                              | Guy Bennett                               | Canadá                                        | Drama, Suspense                  | Michael Riley, Sonja Bennett, Meredith McGeachie                                                                            | Uma adolescente ataca a namorada de seu pai sem saber que a irmã desta é uma boxeadora profissional lésbica                                                                                       |
| Quasi Quasi...                                                     | Gianluca Fumagalli                        | Itália                                        | Comédia                          | Marina Massironi, Nicola Romano, Neri Marcore, Stefano Abbati, Fabio De Luigi, Cinzia Mascoli                               | Um homem gay e uma mulher que namoravam o mesmo homem ficam amigos e decidem se casar por respeito mútuo                                                                                          |
| Questioning Faith: Confessions of a Seminarian                     | Macky Alston                              | EUA                                           | Documentário                     | | Após a morte de seu colega seminarista em decorrência da AIDS, o diretor tem uma crise de fé |
| Radical Harmonies                                                  | Dee Mosbacher                             | EUA                                           | Documentário                     | | Segue a evolução do movimento das mulheres na cultura musical alternativa |
| Render: Spanning Time with Ani Difranco                            | Ani DiFranco, Hilary Goldberg             | EUA                                           | Documentário                     | Ani Difranco | Segue os tours da artista Ani Difranco e sua banda de 1997 até 2002 |
| Ricco                                                              | Mike Wildbolz                             | Suíça                                         | Documentário                     | | Sobre o excêntrico pintor suíço Erich “Ricco” Wassmer, adepto do realismo mágico |
| Rodeu-mubi (로드 무비)                                             | Kim In-shik                               | Coreia do Sul                                 | Romance, Drama                   | Hwang Jung-min, Jung Chan, Seo Rin, Jeong Hyeong-gi, Pang Eun-jin                                                           | Depois de perder todo seu dinheiro, um homem é resgatado por um sem-teto solitário que se apaixona por ele                                                                                        |
| The Rules of Attraction                                            | Roger Avary                               | EUA, Alemanha                                 | Comédia, Romance, Drama          | James van der Beek, Shannyn Sossamon, Ian Somerhalder, Jessica Biel, Kate Bosworth, Kip Pardue                              | trad. Regras da Atração Segue três universitários que se envolvem em um triângulo amoroso Baseado no romance homônimo de Bret Easton Ellis                                                        |
| Ruthie and Connie: Every Room in the House                         | Deborah Dickson                           | EUA                                           | Documentário                     | Ruthie Berman, Connie Kurtz                                                                                                 | A história de um casal de vovós lésbicas judias |
| Savage Roses                                                       | James Adam Tucker                         | EUA                                           | Crime, Drama, Romance            | Misha Gonz-Cirkl, Tania Galarza, Aura Vence, Tella Storey, Diavanna Zarzuela, Joshua Nelson                                 | Uma mulher está dividida entre sua gangue e a mulher que ama |
| Saving Private Tootsie                                             | Kittikorn Liasirikun                      | Tailândia                                     | Comédia, Drama                   | Sorapong Chatree, Akara Amarttayakul, Seri Wongmontha, Ornnapa Krissadee, Thongthong Mokjok, Kowit Wattanakul               | Também conhecido como Saving Private Tootsie Versão ficcionalizada de fatos reais Depois da queda de seu avião, um grupo de kathoeys devem ser resgatadas de uma floresta pelo exército tailandês |
| Secondary High                                                     | Hazel Bell-Koski, Emily Halfon, Pat Mills | Canadá                                        | Comédia, Drama                   | Alyson Richards, Bubba, Catherine Bertin, Daniel Lévesque, Kate Gilliam, Kathleen Phillips                                  | Uma história de sobrevivência, sedução, e triunfo no ensino médio |
| Sex With Strangers                                                 | Harry Gantz, Joe Gantz                    | EUA                                           | Documentário                     | | Segue casais que preticam o swing |
| Sex, Politics & Cocktails                                          | Julien Hernandez                          | EUA                                           | Comédia, Românce                 | Julien Hernandez, Marisa Petroro, Seth Macari, Alex Douglas, Don Max, Dave Emerson                                          | Um homem procurando o amor de sua vida conta com a ajuda de sua amiga e o grupo de amigos gays dela                                                                                               |
| Showboy                                                            | Lindy Heymann, Christian Taylor           | EUA                                           | Comédia                          | Whoopi Goldberg, Christian Taylor, Lindy Heymann, Joe Daley, Erich Miller                                                   | Mocumentário onde um roteirista é demitido de seu seriado de sucesso, Six Feet Under |
| Silver Path                                                        | Nathaniel Walters                         | EUA                                           | Documentário                     | Alex Arnsdorf, Nathaniel Walters                                                                                            | Dois amigos de infância veêm quão longe conseguem ir pegando carona de trem para trem |
| Simon and I                                                        | Beverly Ditsie, Nicky Newman              | África do Sul                                 | Documentário                     | Bev Ditsie, Simon Nkuli | Sobre ativistas de direitos gays sul-africanos |
| Simon, el gran varón                                               | Miguel Barreda-Delgado                    | México                                        | Crime, Mistério, Drama           | Alberto Estrella, Hugo Stiglitz, Alicia Encinas, Alfonso Ayala, Mel Bataz                                                   | O filho de um homem rico é expulso de casa e passa a trabalhar em uma boate em drag, onde seu pai aparece um dia                                                                                  |
| Sin destino                                                        | Leopoldo Laborde                          | México                                        | Drama                            | Francisco Rey, David Valdez, Roberto Cobo, Sylvia Vilchis, Arturo Ramírez, Mariana Gajá                                     | Um adolescente vende seu corpo para manter seu vício |
| Sir: Just a Normal Guy                                             | Melanie La Rosa                           | EUA                                           | Documentário                     | Jay Snider | Segue a transição de gênero de um homem trans |
| The Slaughter Rule                                                 | Alex Smith, Andrew J. Smith               | EUA                                           | Drama                            | Ryan Gosling, David Morse, Clea DuVall, Amy Adams, David Cale, Eddie Spears                                                 | [ 144 ] |
| The Smith Family                                                   | Tasha Oldham                              | EUA                                           | Documentário                     | Steve Smith | Um homem revela que traiu sua esposa com outros homens, e o casal descobre que são soropositivos                                                                                                  |
| Solitude                                                           | Susan Kraker, Pi Ware                     | EUA                                           | Drama                            | Patrick Belton, Mary Thornton, Jaraneh Nova                                                                                 | Uma artista viaja com uma mulher misteriosa que arranjou uma galeria para ela expor suas obras |
| Sonny                                                              | Nicolas Cage                              | EUA                                           | Crime                            | James Franco, Brenda Blethyn, Harry Dean Stanton, Mena Suvari, Nicolas Cage, Scott Caan                                     | trad. Sonny, O Amante Um veterano volta para casa e trabalha como um gigolô à mando de sua mãe |
| Sorority Boys                                                      | Wallace Wolodarsky                        | EUA                                           | Comédia                          | Barry Watson, Michael Rosenbaum, Harland Williams, Melissa Sagemiller                                                       | |
| Stray Dogs                                                         | Catherine Crouch                          | EUA                                           | Drama                            | Guinevere Turner, Dot-Marie Jones, Bill Sage, Ryan Kelley, Zach Gray                                                        | Uma mulher tem que decidir entre a segurança de seus filhos, e ficar com seu marido alcólatra e a irmã dele, com quem ela tem um caso                                                             |
| El sueño de Ibiza                                                  | Igor Fioravanti                           | Espanha                                       | Drama                            | Adrià Collado, Paco Marín, Adriana Domínguez, Enric Majó, Enriqueta Carballeira, Claudia Gravy                              | Três amigos de infância se reencontram em Ibiza |
| The Sweetest Thing                                                 | Roger Kumble                              | EUA                                           | Comédia, Romance                 | Cameron Diaz, Christina Applegate, Selma Blair, Thomas Jane, Jason Bateman, Parker Posey                                    | |
| Swingers                                                           | Stephan Brenninkmeijer                    | Países Baixos                                 | Drama, Erótico                   | Ellen van der Koogh, Nienke Brinkhuis, Danny de Kok, Joep Sertons, Eleanore Merrill                                         | Uma esposa insegura concorda em experimentar sexualmente com outro casal, mas não contava com a confiança da outra mulher                                                                         |
| Tai Bei wan 9 zao 5                                                | Leon Dai                                  | Taiwan                                        | Drama, Romance                   | Stanley Huang, Cheryl Yang, Chou Heng-Yin, Jack Kao, Chao-Bin Su                                                            | [ 151 ] |
| Take Away                                                          | Todd Verow                                | EUA                                           | Drama                            | Philly, Benjamin Schmideg                                                                                                   | As vidas de uma atriz e seu personagem começam a se fundir |
| Tan de repente                                                     | Diego Lerman                              | Argentina, Países Baixos                      | Drama                            | Tatiana Saphir, Carla Crespo, Veronica Hassan, Beatriz Thibaudin, María Merlino, Marcos Ferrante                            | trad. Tão de Repente A vida de uma mulher solitária muda quando ela conhece um casal de namoradas punk                                                                                            |
| Thani Thatuwen Piyabanna                                           | Asoka Handagama                           | Sri Lanka                                     | Drama                            | Anoma Janadari, Gayani Gisanthika, Mahendra Perera, W. Jayasiri, Jagath Chamila, Wilson Gunaratne                           | Para evitar discriminação uma mulher se disfarça como homem, trabalha como mecânico, e até se casa                                                                                                |
| Tom                                                                | Mike Hoolboom                             | Canadá                                        | Documentário                     | Tom Chomont | Sobre o cineasta canadense underground gay Tom Chomont |
| Tomorrow Ends at Dawn                                              | Nathaniel Walters                         | EUA                                           | Drama                            | Miguel Gomez, Erin Gannon, Robert Silver, Nathaniel Walters                                                                 | O documentário de um jovem cineasta é dominado por dois excêntricos que o levam em uma jornada pelo mundo das drogas de Loas Angeles                                                              |
| Tou Kui Wu Zui (偷窺無罪)                                          | Marco Mak                                 | Hong Kong                                     | Drama                            | Philip Keung, Grace Lam, Sammuel Leung, Teresa Mak, Daniel Wu, Jenny Yam                                                    | Um detetive particular é contratado para filmar a vida sexual de uma política |
| Tout contre Léo                                                    | Christophe Honoré                         | França                                        | Drama                            | Yaniss Lespert, Pierre Mignard, Marie Bunel, Rodolphe Pauly, Jérémie Lippmann, Dominic Gould                                | Um jovem revela que é soropositivo para sua família, e seus pais decidem esconder isso de seu irmão mais novo, de quem ele é próximo                                                              |
| The Trip                                                           | Miles Swain                               | EUA                                           | Comédia, Romance, Drama          | Larry Sullivan, Steve Braun, Ray Baker, James Handy, Alexis Arquette, Jill St. John                                         | trad. A Viagem Segue o relacionamento entre dois homens, desde seu começo em 1973 até 1984 |
| Try Seventeen                                                      | Jeffrey Porter                            | Canadá, EUA                                   | Drama, Romance                   | Elijah Wood, Mandy Moore, Franka Potente, Elizabeth Perkins                                                                 | |
| La Turbulence des fluides                                          | Manon Briand                              | Canadá                                        | Drama                            | Pascale Bussières, Julie Gayet                                                                                              | Uma sismologista investiga a misteriosa falta de maré perto de sua cidade no Quebéc |
| Tunten Lügen Nicht                                                 | Rosa von Praunheim                        | Alemanha                                      | Documentário                     | BeV StroganoV, Ichgola Androgyn, Ovo Maltine,Tima die Gottliche, Rosa von Praunheim                                         | Sobre quatro drag queens que se tornaram as mais famosas da Alemanha |
| Unconditional Love                                                 | P.J. Hogan                                | EUA                                           | Musical, Comédia                 | Kathy Bates, Rupert Everett, Meredith Eaton, Lynn Redgrave, Stephanie Beacham, Richard Briers                               | trad. Amor a Toda Prova Uma dona de casa reprimida procura o assassino de seu cantor favorito com a ajuda do amante dele                                                                          |
| Under One Roof                                                     | Todd Wilson                               | EUA                                           | Romance                          | Jay Wong, James Marks, Sandra Lee, James Quedado, Audrey Finer, Vivian Kobayashi                                            | Um jovem gay sino-americano no armário se apaixona pelo novo inquilino de sua mãe |
| Valentín                                                           | Juan Luis Iborra                          | Espanha                                       | Comédia, Drama                   | Lluis Homar, Inaki Font, Armando del Rio, Elisa Matilla, Jorge Bosch, Alberto San Juan                                      | Uma companhia de teatro ensaia uma peça de Shakespeare apenas com homens, e o diretor se apaixona por um jovem ator                                                                               |
| Varuh meje                                                         | Maja Weiss                                | Eslovênia                                     | Terror, Drama, Mistério          | Jan Hadžić, Iva Krajnc, Tanja Potočnik, Pia Zemljič, Jonaš Žnidaršič, Semka Sokolović-Bertok                                | Três garotas viajam de canoa pelo rio Kolpa e encontram uma figura misteriosa que guarda a fronteira                                                                                              |
| Venus Boyz                                                         | Gabrielle Baur                            | Suíça, EUA, Alemanha                          | Documentário                     | Diane Torr, MilDréd Gerestant, Del LaGrace Volcano, Queen Bee Luscious, Mistress Formika, Philly Abe                        | Sobre a masculinidade feminina, com foco nos drag kings |
| A Vida em Cana                                                     | Jorge W. Atalla                           | Brasil                                        | Documentário                     | | Episódios nas vidas de cortadores de cana em Jaú |
| Vivre me tue                                                       | Jean-Pierre Sinapi                        | França                                        | Drama                            | Sami Bouajila, Jalil Lespert, Sylvie Testud, Simon Bakinde, Roger Ibañez                                                    | Sobre dois irmãos de ascendência árabe; um com ensino superior que não consegue um emprego, e outro secretemente gay que sonha em ser bodybuilder                                                 |
| Walking on Water                                                   | Tony Ayres                                | Austrália                                     | Drama                            | Vince Colosimo, Maria Theodorakis, Nathaniel Dean, Nicholas Bishop, David Bonney, Celeste Jones                             | |
| When Boys Fly                                                      | Stewart Halpern-Fingerhut, Lenid Rolov    | EUA                                           | Documentário                     | Jeff Anderson, Bryan, Jason Cavallo                                                                                         | Segue três participantes da White Party anual em Miami, uma festa do circuito de raves gay |
| Wie die Karnickel                                                  | Sven Unterwaldt Jr.                       | Alemanha                                      | Comédia                          | Michael Lott, Sven Walser, Anna Böttcher, Heinrich Schmieder, Heinrich Schafmeister, Andreja Schneider                      | [ 170 ] |
| Wo Men Hai Pa                                                      | Andrew Y-S Cheng                          | China                                         | Romance, Drama                   | Mian Mian, Yang Yuting, Li Zhinan, Zhou Zijie                                                                               | Segue as vidas de 4 adolescentes de Xangai |
| XX/XY                                                              | Austin Chick                              | EUA                                           | Romance, Drama                   | Mark Ruffalo, Maya Stange, Kathleen Robertson, Kel O'Neill, Ben Tolpin, William Keeler                                      | Três amigos começam um relacionamento que leva à consequencias inesperadas |
| Yellowknife                                                        | Rodrigue Jean                             | Canadá                                        | Drama                            | Sébastien Huberdeau, Philippe Clément, Brad Mann, Todd Mann, Claude Lemieux, Glen Gould                                     | Três casais viajam pela costa do Canadá |
| Yok Mang (욕망)                                                    | Kim Eung-soo                              | Coreia do Sul                                 | Drama, Erótico                   | Jang So-yeon, Ahn Nae-sang, Lee Dong-kyu, Lee Soo-ah                                                                        | Um casal tem uma vida pacata até o marido trair sua esposa com um prostituto |
| Yossi & Jagger                                                     | Eytan Fox                                 | Israel                                        | Drama, Romance, Guerra           | Ohad Knoller, Yehuda Levi, Assi Cohen, Aya Steinovitz, Hani Furstenberg, Sharon Raginiano                                   | |
| Yves Saint Laurent: Le temps retrouvé                              | David Teboul                              | França                                        | Documentário, Biográfico         | Yves Saint-Laurent, Pierre Bergé, Lucienne Mathieu-Saint-Laurent, Edmonde Charles-Roux, Betty Catroux, Loulou de la Falaise | trad. Yves Saint Laurent - O Tempo Redescoberto Sobre o falecido designer Yves Saint Laurent |
| Zombie Campout                                                     | Joshua D. Smith                           | EUA                                           | Comédia, Terror                  | Misty Orman, Tiffany Black, John M. Davis, Jeremy Schwab, Alecia Peterman, Cheryl Dallas                                    | Uma chuva de meteoros radioativos cai em um cemitério e revive os mortos |